# Derek Charm
Derek Charm est un dessinateur de bande dessinée américain actif depuis 2013. Il est crédité à ce jour, de 202 numéros de bande dessinée.

## Prix et récompenses
- 2017 : Prix Eisner de la meilleure publication humoristique pour Jughead (avec Chip Zdarsky, Ryan North et Erica Henderson)